# У Ха Рам
У Ха Рам (кор. 우하람, 21 березня 1998) — південнокорейський стрибун у воду.
Учасник Олімпійських Ігор 2016, 2020 років.
Призер Азійських ігор 2014, 2018 років.